# Dwoje na huśtawce (film)
Dwoje na huśtawce (Two for the Seesaw) – amerykański film melodramatyczny z 1962 roku. Adaptacja sztuki Williama Gibsona.

## Treść
Jerry Ryan (Robert Mitchum) przybywa do Nowego Jorku. Chce zapomnieć o swoim małżeństwie, które rozpadło się niedawno po trzynastu latach i na nowo ułożyć sobie życie. Na przyjęciu u znajomego poznaje 29-letnią Gittel Moscawitz (Shirley MacLaine). Szybko się z nią zaprzyjaźnia, a potem zakochuje.

## Obsada
- Robert Mitchum jako Jerry Ryan
- Shirley MacLaine jako Gittel Mosca
- Edmon Ryan jako Frank Taubman
- Elisabeth Fraser jako Sophie
- Eddie Firestone jako Oscar
- Billy Gray jako pan Jacoby